# Cúp bóng đá Macedonia 2014–15
Cúp bóng đá Macedonia 2014–15 là mùa giải thứ 23 của giải đấu bóng đá loại trực tiếp ở Cộng hòa Macedonia. Rabotnički là đương kim vô địch, lần thứ 3 giành chức vô địch.

## Lịch thi đấu
| Vòng      | Ngày thi đấu                             | Số trận | Câu lạc bộ | Số đội mới tham gia vòng này |
| --------- | ---------------------------------------- | ------- | ---------- | ---------------------------- |
| Vòng Một  | 20 tháng 8 năm 2014                      | 13      | 29 → 16    | không có                     |
| Vòng Hai  | 24 tháng Chín và 14 tháng 10 năm 2014    | 16      | 16 → 8     | 3                            |
| Tứ kết    | 18 tháng Mười Một và 6 tháng 12 năm 2014 | 8       | 8 → 4      | không có                     |
| Bán kết   | 18 March và 15 tháng 4 năm 2015          | 4       | 4 → 2      | none                         |
| Chung kết | 20 tháng 5 năm 2015                      | 1       | 2 → 1      | không có                     |

## Vòng Một
Các trận đấu diễn ra vào ngày 20 tháng 8 năm 2014.
| Đội 1                     | Tỉ số           | Đội 2               |
| ------------------------- | --------------- | ------------------- |
| Fortuna (III)             | 0–8             | Horizont Turnovo    |
| Rabotnik Džumajlija (III) | w/o             | Sileks              |
| Kožuf Miravci (II)        | 2–1             | Makedonija GjP (II) |
| Vulkan (III)              | 0–2 **          | Pelister            |
| Goblen (III)              | 0–3             | Teteks              |
| Novaci 2005 (III)         | 0–5             | Gostivar (II)       |
| 11 Oktomvri (III)         | 0–9 *           | Shkupi (II)         |
| Bregalnica Delčevo (III)  | 1–4             | Drita (II)          |
| Belasica (III)            | 1–1 (2–4 ph.đ.) | Napredok (II)       |
| Sasa (III)                | 0–2             | Renova              |
| Vlaznimi (III)            | 1–9             | Vardar              |
| Mladost Carev Dvor (II)   | 0–1             | Bregalnica Štip     |
| Pobeda Junior (III)       | 3–2             | Metalurg            |

* Trận đấu diễn ra vào ngày 19 tháng Tám.
** Trận đấu diễn ra vào ngày 21 tháng Tám.
Ghi chú: Số La Mã trong ngoặc chỉ cấp độ của câu lạc bộ thi đấu mùa giải 2014–15.

## Vòng Hai
Tham gia vòng này gồm 16 đội thắng ở vòng Một. Các trận lượt đi diễn ra vào ngày 24 tháng Chín và lượt về diễn ra vào ngày 14 tháng 10 năm 2014.
| Đội 1               | TTS             | Đội 2             | Lượt đi | Lượt về |
| ------------------- | --------------- | ----------------- | ------- | ------- |
| Shkëndija           | 2–4             | Vardar            | 2–1     | 0–3     |
| Gostivar (II)       | 1–5             | Renova            | 1–4     | 0–1     |
| Pelister            | 1–3             | Rabotnički        | 0–0     | 1–3     |
| Sileks              | 1–1 (a)         | Gorno Lisiče (II) | 1–1     | 0–0     |
| Pobeda Junior (III) | 2–2 (1–3 ph.đ.) | Drita (II)        | 1–1     | 1–1     |
| Horizont Turnovo    | 0–0 (4–3 ph.đ.) | Bregalnica Štip   | 0–0     | 0–0     |
| Shkupi (II)         | 1–2             | Teteks            | 1–1     | 0–1     |
| Kožuf Miravci (II)  | 5–1             | Napredok (II)     | 0–0     | 5–1     |

 Ghi chú: Số La Mã trong ngoặc chỉ cấp độ của câu lạc bộ thi đấu mùa giải 2014–15.

## Tứ kết
Tham gia vòng này có 8 đội thắng ở vòng Hai. Các trận lượt đi diễn ra vào ngày 18 tháng Mười Một và lượt về diễn ra vào ngày 4 và 6 tháng 12 năm 2014.
| Đội 1              | TTS     | Đội 2      | Lượt đi | Lượt về |
| ------------------ | ------- | ---------- | ------- | ------- |
| Vardar             | 3–3 (a) | Renova     | 3–1     | 0–2     |
| Gorno Lisiče (II)  | 4–5     | Rabotnički | 3–2     | 1–3     |
| Kožuf Miravci (II) | 1–5     | Teteks     | 1–0     | 0–5     |
| Horizont Turnovo   | 6–0     | Drita (II) | 5–0     | 1–0     |

 Ghi chú: Số La Mã trong ngoặc chỉ cấp độ của câu lạc bộ thi đấu mùa giải 2014–15.

## Bán kết
Tham gia vòng này có 4 đội thắng ở tứ kết. Các trận lượt đi diễn ra vào ngày 18 tháng Ba và lượt về vào ngày 15 tháng 4 năm 2015.
| Đội 1      | TTS             | Đội 2            | Lượt đi | Lượt về |
| ---------- | --------------- | ---------------- | ------- | ------- |
| Rabotnički | 3–2             | Renova           | 2–1     | 1–1     |
| Teteks     | 3–3 (4–2 ph.đ.) | Horizont Turnovo | 2–1     | 1–2     |

| Rabotnički                               | 2–1      | Renova    |
| ---------------------------------------- | -------- | --------- |
| Vujčić 33' (ph.đ.) · Altiparmakovski 54' | Chi tiết | Emini 65' |

| Renova     | 1–1      | Rabotnički   |
| ---------- | -------- | ------------ |
| Gafuri 86' | Chi tiết | Markoski 70' |

Rabotnički thắng 3–2 sau 2 lượt trận.
| Teteks             | 2–1      | Horizont Turnovo |
| ------------------ | -------- | ---------------- |
| Jovanoski 42', 47' | Chi tiết | Mutafchiyski 65' |

| Horizont Turnovo            | 2–1      | Teteks        |
| --------------------------- | -------- | ------------- |
| Georgiev 64' · Najdenov 89' | Chi tiết | Churlinov 10' |
| Loạt sút luân lưu           |          |               |
|                             | 2–4      |               |

3–3 sau 2 lượt trận. Teteks thắng 4–2 trong loạt sút luân lưu.

## Chung kết
| Rabotnički                         | 2–1      | Teteks        |
| ---------------------------------- | -------- | ------------- |
| Ilijoski 68' · Altiparmakovski 72' | Chi tiết | Churlinov 45' |